# Hochmoelbing-hut

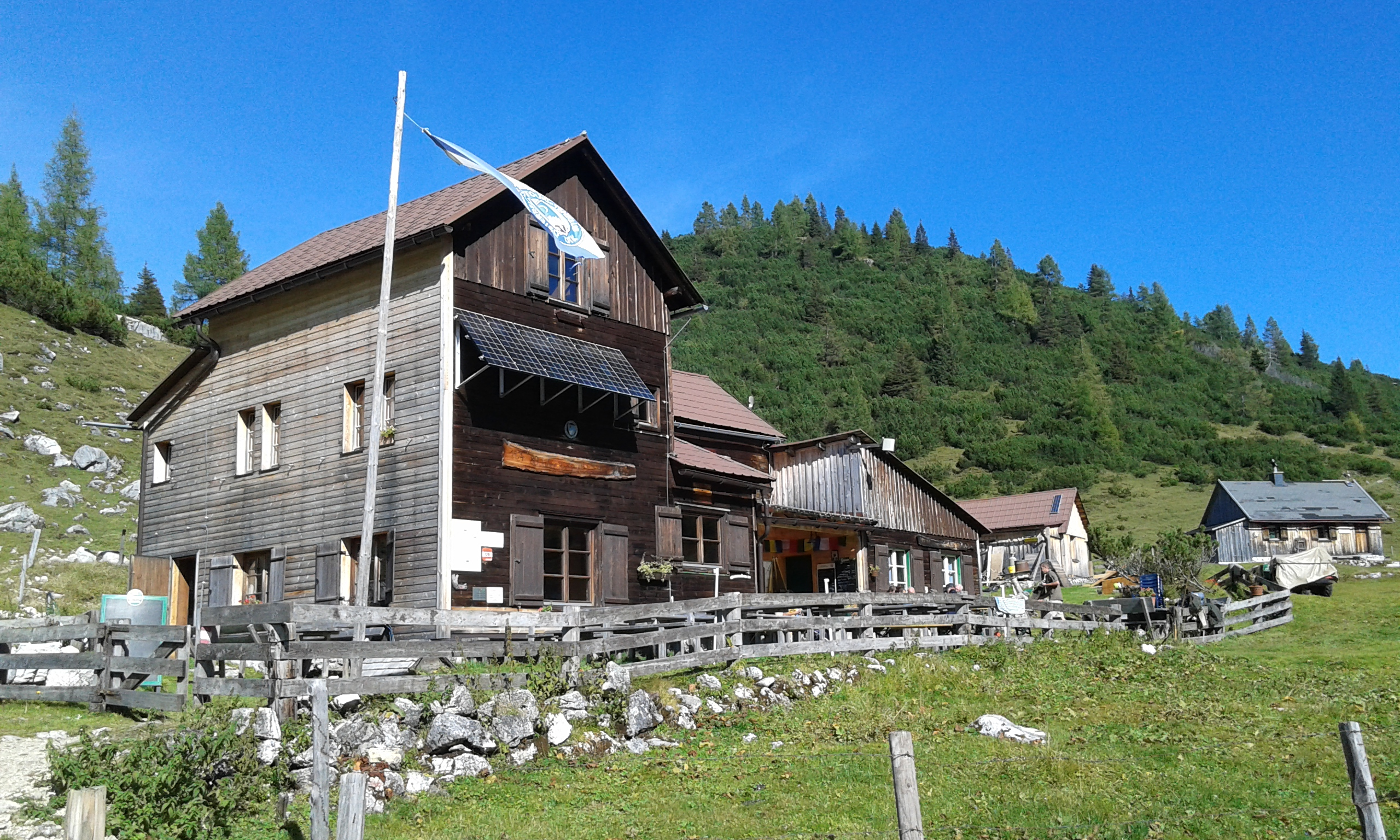
De Hochmoelbing-hut in het Totes Gebirge.

De Hochmoelbing-hut (Duits: Hochmölbinghütte) is een schuilhut (Schutzhütte) van de Oostenrijkse touristenclub (ÖTK). De schuilhut is gelegen aan de oostkant van het Totes Gebirge in Salzkammergut, Stiermarken, Oostenrijk. De schuilhut ligt op een hoogte van 1687 meter op de Niederhüttenalm op het grondgebied van de gemeente Wörschach. De schuilhut is open van eind mei tot eind oktober, en in de winter van kerstmis tot driekoningendag. De schuilhut is niet met de auto bereikbaar.

## Bereikbaarheid
- vanuit Schönmoos (parkeerplaats op 1100 m) in ca. 1 uur 45 minuten
- vanaf Wörschach (734 m) door de Wörschachklamm in ca. 3,5 uur
- vanaf Weißenbach bei Liezen (654 m) in ca. 3,5 uur
- vanaf Tauplitz (896 m) in ca. 4,5 uur
- vanuit Hinterstoder (over de Türkenscharte - 1734 m) in ca. 5,5 uur
- vanaf de Linzer Hütte (1371 m) en over de Angerer Sattle en Brunn Alm in ca. 6,5 uur

## Bergbeklimmingen
- Hochmölbing (2366 m) in ca. 2,5 uur
- Kleinmölbing (2160 m) in ca. 1,5 uur
- Raidling (1911 m) in ca. half uur

## Kaarten
- Alpenvereinskarte 15/1 (Totes Gebirge - Mitte), 1:25.000; Österreichischer Alpenverein
- Freytag & Berndt WK 082 Bad Aussee - Totes Gebirge - Bad Mitterndorf - Tauplitz